# Paleuh Blang
Paleuh Blang is een bestuurslaag in het regentschap Aceh Besar van de provincie Atjeh, Indonesië. Paleuh Blang telt 404 inwoners (volkstelling 2010).